# Taraxacum laetum
Taraxacum laetum — вид квіткових рослин з родини айстрових (Asteraceae). Вид зростає в Європі: Естонія, Латвія, Данія, Фінляндія, Німеччина, Нідерланди, Норвегія, Швеція; це багаторічна рослина помірних біомів.